# وارد کرین
وارْد کِـرِین (انگلیسی: Ward Crane؛ ‏ ۱۸ مهٔ ۱۸۹۰ – ۲۱ ژوئیهٔ ۱۹۲۸) بازیگر اهل ایالات متحده آمریکا بود.
از فیلم‌هایی که وی در آن نقش داشته‌است، می‌توان به شبح اپرا، شرلوک جونیور، نان و شاپرک‌های بی‌پروا اشاره کرد.